# اوگن اینمن
اوگن اینمن (استونیایی: Eugen Einman; ۶ اکتبر ۱۹۰۵ – ۱۲ سپتامبر ۱۹۶۳) بازیکن فوتبال اهل استونی بود.
وی به‌همراه تیم ملی فوتبال استونی در بازی‌های المپیک تابستانی ۱۹۲۴ شرکت کرده‌است. 